# Црква Свете Богородице у селу Бостане
Црква Свете Богородице у селу Бостане, ненасељеном месту на територији општине Ново Брдо, на Косову и Метохији. Представља непокретно културно добро као споменик културе.
Црква посвећена Светој Богородици Јаворкој подигнута је у 19. веку од остатака старије цркве истог посвећења из 14-15. века, која се налазила у близини Новог Брда и коју су Турци срушили када је тврђава прешла у њихове руке. У црквеној порти поред садашњег гробља налази се и старо гробље, са неколико изузетно занимљивих примерака надгробних споменика од камена и дрвета.

## Основ за упис у регистар
Решење Покрајинског завода за заштиту споменика културе у Приштини, бр. 57 од 27. 2. 1984. г. Закон о заштити споменика културе (Сл. лист САПК 19/77 ).